# Modoka
Modoka is een Nederlandse ontwikkelaar op het gebied van computerspellen die voornamelijk actief is op de internationale markt. Modoka werd in 2012 opgericht, met als hoofdkantoor in Zwolle, Overijssel.

## Geschiedenis
Modoka is op 19 december 2012 opgericht als computerspelontwikkelaar (indie game developer) hobby project onder de naam Lumodokate Studios. Eerder ontwikkelde het bedrijf vrije software in vorm van applicaties en games voor platformen zoals de Sony PSP en Nintendo DS.
In 2017 bracht Modoka het spel uit Saddies: Attack voor Windows, mobiele platformen en de PlayStation Vita. In 2021 bracht het bedrijf voor het eerst een Windows game uit, terwijl de vorige games vooral voor mobiele platformen waren ontwikkeld. Deze game was BDEF: Base Defenders  en werd vrijgegeven op Kongregate.

## Gepubliceerde spellen
Modoka heeft in totaal meer dan vijftien computerspellen uitgebracht, waarvan negen op een commerciële manier.
| Jaar | Titel                | Ontwikkelaar         | Platform                                    |
| ---- | -------------------- | -------------------- | ------------------------------------------- |
| 2014 | BubbleXRush          | Neon Drawing Studios | Kindle Fire, Android                        |
| 2017 | Saddies: Attack!!    | Modoka               | Android, FireTV, Microsoft Windows, PS Vita |
| 2017 | Projectile Guardian  | Modoka               | Android, Microsoft Windows                  |
| 2017 | Imperia Online       | Stillfront Group     | Android (MIUI)                              |
| 2019 | Desert Runners       | AB Anbe Studio       | Android                                     |
| 2019 | KarolBall            | Modoka               | Android                                     |
| 2019 | Lost Knight          | Modoka               | Android                                     |
| 2021 | BDEF: Base Defenders | Modoka               | Microsoft Windows, Linux                    |
| 2021 | Swiple               | Modoka               | Android                                     |